# Chad Kroeger
Chad Kroeger, właśc. Chad Robert Turton (ur. 15 listopada 1974 w Hanna) – kanadyjski piosenkarz, gitarzysta rytmiczny, producent muzyczny i kompozytor muzyki filmowej. Współzałożyciel, wokalista, muzyk i autor tekstów zespołu Nickelback. Współzałożyciel wytwórni 604 Records. Przyrodni brat basisty Mike’a Kroegera.

## Życiorys
Urodził się i wychowywał w małym miasteczku Hanna położonym w prowincji Alberta, 215 km, na północny wschód od Calgary. Kiedy miał dwa lata, rodzinę opuścił ojciec. Na gitarze zaczął grać w wieku 13 lat, za namową swojej matki. Jego pierwszą gitarą był czarny model Flying V o nazwie „Hurricane”. W młodości był niepokornym dzieckiem. Kiedy miał 14 lat, trafił do zakładu dla nieletnich za włamanie się do swojej szkoły. Gdy miał 18 lat, dowiedział się, że on i jego brat Mike Kroeger mają różnych ojców;  swój żal opisał później w utworach „Too Bad” i „Should've Listened”.
Kiedy miał 13 lat, wybrał się na swój pierwszy koncert – występ zespołów Metallica i The Cult. Po skończeniu szkoły postanowił założyć własny zespół. W młodości, aby się móc utrzymać, przez krótki okres zajmował się sprzedażą narkotyków, o czym wspomniał później w piosence „Worthy to Say”. Do jego ulubionych wykonawców muzycznych należą m.in. Big Wreck, Metallica, Rage Against the Machine, Alice in Chains i The Beatles.

### Nickelback (od 1995)
W 1996 napisał dziesięć piosenek, pożyczył od swego ojczyma 1500 dolarów i przekonał swojego brata, kuzyna Brandona i przyjaciela, Ryana Peake’a, aby nagrać je w Vancouver. Przyjaciel zarezerwował im czas w studiu należącym do wytwórni Turtle Records. Wtedy też narodziła się pierwsza nazwa zespołu Village Idiot, lecz szybko ją zmienili na Brick, a gdy skończyli nagrywać materiał na demo Hesher, przyjęli nazwę Nickelback. Po wydaniu debiutanckiego albumu pt. Curb Kroeger wyruszył z zespołem w trasę koncertową po kanadyjskich klubach. W międzyczasie pracował jako sprzedawca powierzchni reklamowej, a nabyte doświadczenie wykorzystał później w promocji zespołu. W 1998 wydał z zespołem album pt. The State, a za sprawą pochodzącego z płyty singla „Leader of Men” zespołem zaczęły interesować się duże wytwórnie. Grupa podpisała kontrakt z Roadrunner Records i EMI. Album pt.The State został ponownie wydany w marcu 2000 na całym świecie. Grupa aktywnie koncertowała, supportując wykonawców, takich jak Creed czy Kiss.

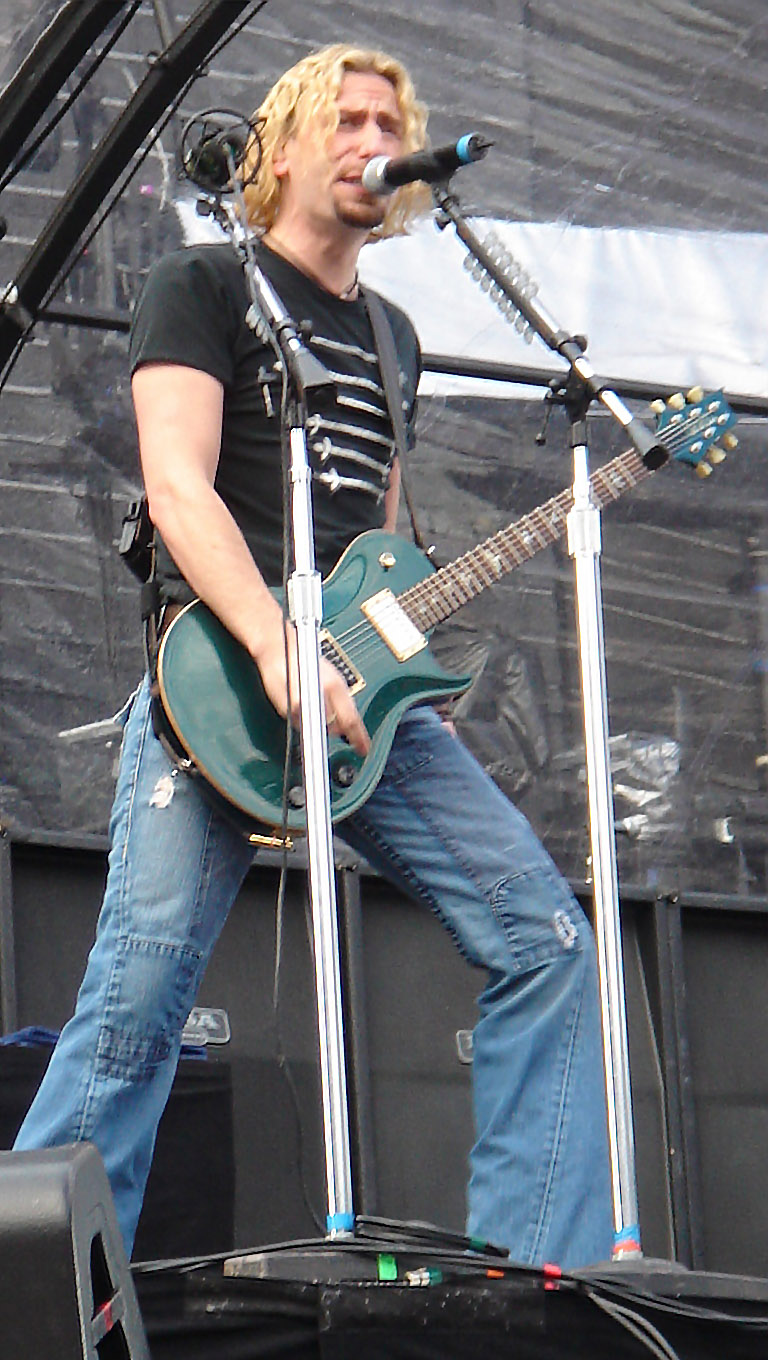
Kroeger podczas koncertu w Dublinie (2007)

W 2001 wraz z producentem Rickiem Parasharem został producentem debiutanckiego albumu kanadyjskiej grupy rockowej Default. We wrześniu tego samego roku, wraz z grupą Nickelback wydał album Silver Side Up, który okazał się momentem przełomowym w historii zespołu, jak i samego wokalisty, a promujący płytę utwór „How You Remind Me” (w którym opisał rozstanie ze swoją ówczesną dziewczyną) osiągnął sukces komercyjny i stał się międzynarodowym przebojem. W 2002 roku zespół otrzymał m.in. cztery statuetki Juno Awards. Na początku 2003 Kroeger został uznany za najlepszego autora tekstów.
W 2002 wraz z prawnikiem Jonathanem Walvatne założył wytwórnię 604 Records, która wydaje płyty zespołów, takich jak Theory of a Deadman, Armchair Cynics czy Marianas Trench. W tym samym roku Kroeger nagrał wspólnie z wokalistą hardrockowej grupy Saliva Joseyem Scottem, gitarzystą grupy Theory of a Deadman Tylerem Connollym i perkusistą grupy Pearl Jam Mattem Cameronem utwór „Hero”, który promował film Spider Man. Utwór (i nadany doń teledysk) osiągnął sukces komercyjny i zapewnił twórcom m.in. nagrodę MTV Video Music Award for Best Video from a Film. W tym samym roku Kroeger nagrał z gitarzystą Carlosem Santaną utwór „Why Don’t You & I”, który znalazł się na płycie gitarzysty Shaman oraz został wydany na singlu.
Także w 2002 został producentem debiutanckiej płyty zespołu Theory of a Deadman, na którą współtworzył też piosenki. Utwory z albumu odniosły spory sukces na kanadyjskich oraz amerykańskich listach.
W 2003 wystąpił gościnnie na płycie Bo Bice’a The Real Thing, grając na gitarze w utworze „You’re Everything”, do którego także napisał tekst. We wrześniu 2003 wydał z zespołem Nickelback album pt. The Long Road, który był promowany singlem „Someday”. Po wydaniu płyty odbył z zespołem roczną trasę, która zakończyła się z końcem 2004. W  2005 wystąpił gościnnie na drugiej solowej płycie perkusisty Motley Crue Tommy’ego Lee pt. Tommyland: The Ride, grając na gitarze w utworze „Trying to be Me”. Został także producentem kilku utworów grupy Armchair Cynics wydanych na płycie pt. Killing the Romance. W październiku tego samym roku wydał z grupą Nickelback album pt. All the Right Reasons, który promowali singlem „Photograph” oraz teledyskiem do piosenki nakręconym w rodzinnej miejscowości Kroegera. W 2006 wyruszył z zespołem w trwającą dwa lata trasę koncertową, która składała się ze 162 koncertów. Podczas trasy grupa supportowała zespołu Bon Jovi i The Rolling Stones. W 2007 ponownie wziął udział w projekcie muzycznym Carlosa Santany, tym razem napisał tekst, oraz zaśpiewał i zagrał na gitarze akustycznej w utworze „Into the Night”, który dotarł do czwartego miejsca na liście przebojów w Australii i drugiego miejsca w Kanadzie. W tym samym roku Kroeger wspomógł muzyka country Travisa Triita podczas prac nad jego albumem pt. The Storm, gdzie muzyk zawarł cover piosenki „Should’ve Listened” grupy Nickelback. W 2008 wydał ze swoim zespołem album pt. Dark Horse. w 2009, prócz trasy koncertowej, udzielał się również w innych projektach: został współautorem dwóch utworów na album grupy Daughtry, poza tym wspólnie z Brettem Jamesem napisał tekst do utworu „It’s a Business Doing Pleasure with You” dla Tima McGraw’a oraz wystąpił gościnnie na płycie Timbalanda, śpiewając utwór „Tomorrow In the Bottle” w duecie z raperem Sebastianem. W 2010 zaśpiewał gościnnie w utworze „Pornstar Dancing” grupy My Darkest Days.

## Problemy z prawem
22 czerwca 2006 został zatrzymany przez policję w Surrey za jazdę w stanie nietrzeźwym. Został wypuszczony z aresztu po wpłaceniu kaucji. Za ten incydent został ukarany grzywną w wysokości 600 dolarów oraz dostał zakaz prowadzenia auta przez rok. Reprezentujący wokalistę prawnik Marvin Stern planował apelację od wyroku, chcąc zarzucić policjantom naruszenie praw Kroegera, ponieważ jeden z funkcjonariuszy poprosił muzyka o chuchnięcie, kiedy wyczuł od niego zapach alkoholu. Podobna sprawa została niedawno odrzucona przez sąd apelacyjny Kolumbii Brytyjskiej, więc Stern ogłosił, że jego klient zrezygnował z apelacji.

## Życie prywatne
W lipcu 2013 ożenił się z kanadyjsko-francuską piosenkarką Avril Lavigne, która jednak w 2015 wniosła pozew o rozwód.

## Dyskografia

### Inne projekty
- 2002 – „Hero” – autor tekstu, współkompozytor, śpiew, gitara rytmiczna
- 2002 – „Why Don’t You & I” (Carlos Santana) – śpiew, gitara rytmiczna
- 2003 – „You’re Everything” (Bo Bice) – autor tekstu, gitara rytmiczna
- 2005 – „Tryin to Be Me” (Tommy Lee) – gitara rytmiczna
- 2007 – „Into the Night” (Carlos Santana) – śpiew, autor tekstu, gitara akustyczna
- 2007 – „Should've Listened” (Travis Tritt) – produkcja
- 2007 – „Seven Second Surgery” (Faber Drive) – współautor tekstów
- 2009 – „No Suprise” (Daughtry) – współautor tekstu
- 2009 – „Life After You” (Daughtry) – współautor tekstu
- 2009 – „It’s a Business Doing Pleasure with You” (Tim McGraw) – współautor tekstu
- 2009 – „Tomorrow In the Bottle” (Timbaland feat. Sebastian) – śpiew
- 2010 – „Pornstar Dancing” (My Darkest Days feat. Zakk Wylde) – śpiew

### Single
| Rok  | Utwór                                                                       | Pozycje | Pozycje         | Pozycje        | Pozycje | Pozycje | Pozycje | Pozycje | Pozycje | Album                                              |
| Rok  | Utwór                                                                       | U.S.    | U.S. Main. Rock | U.S. Mod. Rock | UK      | AUS     | CAN     | ITA     | UWC     | Album                                              |
| ---- | --------------------------------------------------------------------------- | ------- | --------------- | -------------- | ------- | ------- | ------- | ------- | ------- | -------------------------------------------------- |
| 2002 | „Hero” (duet z Joseyem Scottem)                                             | 3       | 1               | 1              | 4       | 17      | 1       | 11      | -       | „Spider-Man” i „Silver Side Up” (edycja specjalna) |
| 2003 | „Why Don’t You & I” (Carlos Santana w duecie z Chadem Kroegerem /Alex Band) | 8       | -               | -              | -       | -       | -       | -       | -       | „Shaman”                                           |
| 2007 | „Into the Night” (Carlos Santana w duecie z Chadem Kroegerem)               | 26      | -               | -              | -       | 4       | 2       | 5       | 15      | „Ultimate Santana”                                 |

## Instrumentarium
Źródło.
| Gitary elektryczne: - Paul Reed Smith McCarty 2 - Epiphone 7-strunowy - Gretsch - Gibson Les Paul Silverburst Gitary akustyczne: - Tacoma - Yamaha CJX32 | Wzmacniacz: - Mesa – BoogieTriple Rectifier Heads - Mesa 4x12 Recto Standard Cabs Efekt gitarowy: - Roger Mayer Vision Wah - Boss Tremolo Tr2 Kostka gitarowa: - Dunlop Tortex 0.6 |